# Шанс (фільм)
«Шанс» — радянський художній фільм 1984 року, фантастична комедія. Екранізація повісті Кира Буличова «Марсіанське зілля» з циклу «Великий Гусляр».

## Сюжет
В середині XVII століття козак на ім'я Алмаз Битий врятував від смерті інопланетянина. На знак подяки той обдарував землянина еліксиром молодості. Постійно вживаючи еліксир, Алмаз і його подруга Міліца дожили до XX століття. Настав час знову повернути молодість, і Алмаз повертається в місто Великий Гусляр, де зберігається таємний засіб. Однак таємниця виявилася розкритою, і кільком жителям міста випала нагода випробувати на собі дію «марсіанського зілля». Одним друга молодість дала нові сили для життя, іншим же нічого, крім проблем і неприємностей. У фіналі інопланетянин залишає другий шанс заново прожити життя тільки тим, хто по-справжньому хоче і гідний цього.

## У ролях
- Сергій Плотников —  Алмаз Битий
- Ігор Шкурін —  Алмаз Битий (молодий)
- Марія Капніст —  Міліца Федорівна
- Дилором Камбарова —  Міліца Федорівна (молода)
- Раїса Куркіна —  Олена Сергіївна
- Вероніка Ізотова —  Олена Сергіївна (молода)
- Віктор Павлов —  Корнелій Іванович Удалов
- Олександр Євтєєв —  Корнелій Удалов (молодий)
- Людмила Іванова —  Ксенія Удалова
- Майя Менглет —  Ванда Савич
- Олена Тонунц —  Ванда Савич (молода)
- Борис Іванов —  Микита Савич
- Андрій Зарецький —  Микита Савич (молодий)
- Ігор Ясулович —  Олександр Грубін
- Сергій Жигунов —  Олександр Грубін (молодий)
- Віра Новікова —  Шурочка
- Андрій Ніколаєв —  журналіст Міша Метьолкін
- Вадим Александров —  прибулець
- Олена Максимова —  Парасковія
- Галина Самохіна —  Настя
- Валентин Голубенко —  Панкратич
- Олександр Панкратов —  черговий міліціонер

## Знімальна група
- Автори сценарію — Кир Буличов, Олександр Майоров
- Режисер-постановник — Олександр Майоров
- Оператор-постановник —  Григорій Бєлєнький
- Художник-постановник —  Павло Сафонов
- Композитор —  Олексій Рибников
- Звукооператор — Олена Урванцева
- Державний симфонічний оркестр кінематографії
  - Диригент —  Марк Ермлер
- Режисер — Марина Лузгіна
- Оператор —  Андрій Ренков
- Художник по костюмах — Лідія Рахліна
- Монтажер —  Тетяна Єгоричева
- Художник-гример — Тамара Пантелєєва
- Комбіновані зйомки: оператор — Віктор Жанов, художник —  Альберт Рудаченко
- Редактор — Олена Семагіна
- Музичний редактор —  Мина Бланк
- Директор картини — Галина Соколова